# Gerais do Vieira
O Gerais do Vieira é um planalto localizado na cidade brasileira de Andaraí, no interior do Parque Nacional da Chapada Diamantina, região central do estado da Bahia, um dos atrativos turísticos do Parque.

## Características
Fica em altitude que varia de 1 200 a 1 600 metros, ao norte do Parque Nacional da Chapada Diamantina. Possui vegetação predominante de campo limpo e campo rupestre, com pequena incidência de floresta estacional (caducifólia).
"Situado entre o vale do Capão e o vale do Pati, é um belo e extenso altiplano (altitudes superiores a 1.000m), recoberto por gramíneas e serpenteado por córregos de águas cristalinas acompanhados por matas ciliares exuberantes".